# Podosesia aureocincta
Podosesia aureocincta is een vlinder uit de familie wespvlinders (Sesiidae), onderfamilie Sesiinae.
Podosesia aureocincta is voor het eerst wetenschappelijk beschreven door Purrington & Nielsen in 1977. De soort komt voor in het Nearctisch gebied.